# Mahavyutpatti
De Mahāvyutpatti is een woordenboek Tibetaans-Sanskriet die aan het eind van de 8e eeuw / begin van de 9e eeuw werd samengesteld in Tibet en bestond uit enkele duizenden Sanskrietse en Tibetaanse termen. Het woordenboek wordt ook wel Het Grote Boekwerk van Nauwgezet Begrip of Essentiële Etymologie genoemd.
Het woordenboek is ontworpen om gestandaardiseerde boeddhistische geschriften in het Sanskriet te vertalen in het Tibetaans en het is toegevoegd aan de Tibetaanse Tengyur (Toh. 4346). Het originele exemplaar bevatte 9565 lemma's, verdeeld over 277 hoofdstukken en vervat in drie delen: een over de Hinayana, een over de Mahayana en een index.
De samenstelling Mahavyutpatti wordt traditioneel toegeschreven aan de tijd van de regering van de koning van Tibet Tri Ralpachen (rond 838. De tibetoloog Giuseppe Tucci dateert het woordenboek echter al ten tijde van zijn voorganger, koning Sadnaleg en misschien zelfs nog twee koningen eerder tijdens de regering van Trisong Detsen.

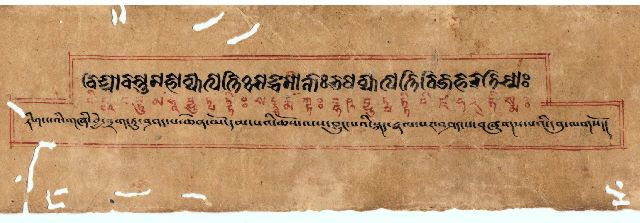
Titelpagina van de Mahavyutpatti in het Tibetaans schrift en Wartu